# Рябцево
Ря́бцево (рос. Рябцево) — селище у складі Бузулуцького району Оренбурзької області, Росія.
Стара назва — Рябцевський.

## Населення
Населення — 118 осіб (2010; 136 у 2002).
Національний склад (станом на 2002 рік):
- турки — 93 %